# Neoencyclops brezinai
Neoencyclops brezinai är en skalbaggsart som beskrevs av Holzschuh 1998. Neoencyclops brezinai ingår i släktet Neoencyclops och familjen långhorningar. Inga underarter finns listade i Catalogue of Life.